# 1857

## Събития
- 24 октомври – Създаден е ФК Шефилд, най-старият футболен клуб в света.
- Основан е Дакар-столицата на Сенегалската република. Днес той има население от над 3 200 000души.
- Любен Каравелов потегля за Одеса, за да постъпи в кадетски корпус, но не е приет, поради навършени години.

## Родени
- Атанас Узунов, български военен деец
- Георги Радев, български революционер
- Евстатий Попдимитров, български иконописец
- Найден Бенев, български политик
- Найчо Цанов, български политик
- Христо Белчев, български политик
- Христос Цундас, гръцки археолог
- 7 януари – Сава Дацов, български икономист
- 23 януари – Андрия Мохоровичич, хърватски учен
- 30 януари – Петър Ораховац, български лекар и общественик
- 30 януари – Емануил Иванов, български математик
- 1 февруари – Петър Драганов, български филолог
- 5 февруари – Тодор Шишманов († 1927 г.), български търговец и политик, кмет на Ески Джумая / Търговище[1]
- 16 февруари – Иван Попов, български военен деец и политик
- 22 февруари – Робърт Бейдън-Пауъл, основател на скаутското движение († 1941)
- 22 февруари – Хайнрих Херц, немски физик
- 12 март – Коста Паница, български военен деец
- 5 април – Александър I Батенберг, княз на България
- 14 април – Беатрис Батенберг, британска принцеса
- 2 юни – Карл Гелеруп, датски писател
- 11 юни – Антони Грабовски, полски химик и есперантист
- 5 юли – Клара Цеткин, германска социалистка
- 8 юли – Алфред Бине, френски психолог
- 10 юли – Атанас Тинтеров, български математик
- 21 юли – Божил Райнов, български просветен деец
- 24 юли – Хенрик Понтопидан, датски поет и драматург
- 1 август – Анастас Янков, български военен и революционер
- 16 август – Петър Святополк-Мирски, руски офицер и политик
- 8 септември – Георг Михаелис, германски министър-председател
- 17 септември – Константин Циолковски, руски учен
- 30 септември – Херман Зудерман, немски писател († 1928 г.)
- 9 октомври – Иво Войнович, хърватски драматург
- 18 октомври – Андрей Букурещлиев, български военен деец
- 31 октомври – Аксел Мунте, шведски лекар и мемоарист
- 22 ноември – Фердинанд дьо Сосюр, швейцарски езиковед
- 3 декември – Джоузеф Конрад, британски писател

## Починали
- Дионисиос Соломос, гръцки поет
- 15 февруари – Михаил Глинка, руски композитор
- 13 март – Елена Владимировна, Велика руска княгиня
- 3 май – Василий Тропинин, руски художник, портретист (* 1776 г.)
- 23 май – Огюстен Луи Коши, френски математик
- 21 юни – Луи Жак Тенар, френски химик
- 16 юли – Пиер-Жан дьо Беранже, френски поет
- 29 юли – Шарл Люсиен Бонапарт, френски зоолог
- 5 септември – Огюст Конт, френски философ
- 26 ноември – Йозеф фон Айхендорф, немски поет и драматург

Вижте също:
- календара за тази година